# Camarotoscena trjapitzini
Camarotoscena trjapitzini är en insektsart som beskrevs av Loginova 1968. Camarotoscena trjapitzini ingår i släktet Camarotoscena och familjen rundbladloppor. Inga underarter finns listade i Catalogue of Life.